# رائول بیلره
رائول بیلرِه (فرانسوی: Raoul Billerey‎؛ ‏ ۱۲ اکتبر ۱۹۲۵ – ۲۸ ژوئیهٔ ۲۰۱۰) بازیگر اهل فرانسه بود.
از فیلم‌ها یا برنامه‌های تلویزیونی که وی در آن نقش داشته است، می‌توان به دزد کوچک، سه تفنگدار، پرواززدگی، بتی بلو، انتقام تفنگداران و کودکی عریان اشاره کرد.